# Octobre 1967

## Évènements
- France : lancement de la Carte Bleue.
- États-Unis : opération nationale de « retour à l’envoyeur » des convocations d’incorporation.
- Italie : premiers troubles à l’automne à l’université de Trente, suivie par l’université catholique de Milan (novembre), puis celle de Turin. La contestation s’étend à toute l’Italie de décembre 1967 à février 1968.

- 1er octobre : 
  - diffusion du premier programme en couleur à la télévision française.
  - Formule 1 : sur le circuit de Watkins Glen, l'Écossais Jim Clark (Lotus-Ford/Cosworth) remporte le Grand Prix des États-Unis, en devançant son coéquipier Graham Hill et Denny Hulme (Brabham), signant la 23e victoire de sa carrière.

- 9 octobre : 
  - Mort de Che Guevara au hameau de La Higuera en Bolivie. Capturé la veille, il est abattu de deux rafales par un sergent de l'armée bolivienne. Ernesto « Che » Guevara avait installé quelques années auparavant un foyer (foco) de guérilla révolutionnaire dans la précordillère andine. Le lendemain, les soldats populariseront l’événement en se faisant photographier par le reporter de l'agence UPI autour du cadavre à demi-dénudé étendu sur un brancard. Cette photo, où le Che porte cheveux longs et barbe, fera beaucoup pour sa légende; la ressemblance avec le « Christ au tombeau » peint par Andrea Mantegna en 1490 est frappante de similitude.
  - Suspension des relations diplomatiques entre Pékin et Djakarta.

- 11 octobre : élection générale saskatchewanaise.

- 16 octobre : le commandement de l’OTAN s’installe à Evere, près de Bruxelles (Belgique).

- 19 octobre, Canada :  René Lévesque fonde le Mouvement Souveraineté-Association.

- 21 octobre : manifestation du Pentagone contre la guerre du Viêt Nam.

- 22 octobre (Formule 1) : en remportant, au volant de sa Lotus-Climax, le GP du Mexique de Formule 1, le pilote écossais Jim Clark — avec 24 victoires — égale le record du nombre de victoires en Grand Prix, établi dix ans plus tôt par le quintuple champion du monde argentin Juan Manuel Fangio.

## Naissances
- 7 octobre : 
  - Toni Braxton, chanteuse américaine.
  - Marcos Sánchez Mejías, matador espagnol.
- 8 octobre : Teddy Riley, chanteur, auteur-compositeur et producteur de new jack swing, RnB et hip-hop américain.
- 9 octobre : 
  - Eddie Guerrero, ancien champion de catch, mort le 13 novembre 2005.
  - Carling Bassett, joueuse de tennis.
- 10 octobre
  - Jonathan Littell, écrivain français.
  - Ibrahima Aya, écrivain malien[1]
- 12 octobre : Tonton David, chanteur de reggae français originaire de l'île de la réunion († 16 février 2021).
- 14 octobre : Gérald de Palmas, chanteur français.
- 15 octobre :  Manuel Marlasca, journaliste espagnol.
- 19 octobre : Judith Suminwa Tuluka, femme politique congolaise et première ministre (RDC).
- 27 octobre : Joey Starr, rappeur français.
- 28 octobre : Julia Roberts, actrice américaine.

## Décès
- 3 octobre : Woodie Guthrie, musicien américain (° 1912).
- 5 octobre : Clifton Williams, astronaute américain (° 26 septembre 1932).
- 8 octobre : lord Clement Attlee, ancien premier ministre du Royaume-Uni (° 1883).
- 9 octobre : Che Guevara, révolutionnaire et homme politique argentin (° 1928).
- 14 octobre :
  - Marcel Aymé, écrivain (° 29 mars 1902).
  - Claire Sainte-Soline, écrivain (° 18 septembre 1891).
- 17 octobre : Pu Yi, dernier empereur de Chine (° 1906).
- 29 octobre : Franz Bronstert, peintre et ingénieur allemand (° 18 février 1895).
- 31 octobre : Chicuelo (Manuel Jiménez Moreno), matador espagnol (° 15 avril 1902).